# My Angel (film 2011)
My Angel è un film del 2011 diretto da Stephen Cookson.

## Trama
Eddie cerca un angelo per salvare sua madre dopo un incidente.

## Riconoscimenti
- 2011 - Angel Film Awards
  - Best Feature Film a Stephen Cookson
  - Miglior Attore a Timothy Spall
  - Migliore Attrice a Brenda Blethyn
  - Miglior Regista a Stephen Cookson
  - Miglior bambino/ragazzo attore a Joseph Phillips
  - Miglior Produttore, Feature Film a Peter Keegan
  - Miglior Sceneggiatore a Stephen Cookson